# Marijan Blažić
Otac Marijan Blažić (Kastav, 25. ožujka 1897. – Daksa, 25. listopada 1944.), katolički prezbiter, franjevac, pedagog, publicist i mučenik, žrtva jugokomunističkoga Pokolja na Daksi
Stupio je u Red manje braće, u Franjevačku provinciju sv. Jeronima u Dalmaciji i Istri, 1912. godine. Gimnaziju je pohađao na Košljunu i u Zadru, a teologiju je studirao u Zadru i Dubrovniku. Nakon ređenja za prezbitera 20. ožujka 1920. godine, pohađa Filozofski fakultet u Zagrebu, pa sluša predavanja u Firenci i Münchenu. Profesorski ispit polaže iz prirodoslovne skupine predmeta. Potom je nastavnik u franjevačkoj gimnaziji na Badiji, pa u Dubrovniku (1929. – 1944.), gdje predaje i filozofiju na Teološkom studiju (1942. – 1944.). Bio je više puta definitor, a od 1942. godine je provincijalni delegat za južnu Dalmaciju.
Mnogo je propovijedao, crkve su često bile premalene za brojne slušatelje, koji bi dolazili i iz udaljenijih mjesta. U propovijedi je unosio nove načine argumentiranja i uspostavljanja kontakta sa slušateljstvom. U dubrovačkom Samostanu male braće se od davnine davalo siromasima sve što bi preostalo od obroka, a za vrijeme Drugoga svjetskog rata i posebno se je kuhalo za njih. O. Blažić vodio je brigu za siromahe: za njih je ostavljao svoj kruh (slično bi radila i ostala braća), a znao je dijeliti i brašno i šećer najbjednijima. Kad se u rujnu 1942. godine pojavio tifus među klericima, osobno je brinuo za njih. 
Premda je gajio nadu da će preživjeti rat, duhovno se pripremio napustiti ovaj svijet. Partizani su ga ubili na Daksi, po dolasku u Dubrovnik, skupa s ostalim mučenicima.

## Djela
- Evolucija i postanak čovjeka, Logos, Zagreb, 1939.
- Osnovne pojave života: Pučka biologija, Hrv. knjiž. društvo sv. Jeronima, Zagreb, 1942.